# Kōta Hirano

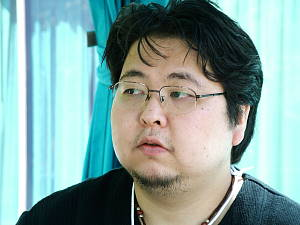
Kōta Hirano

Kōta Hirano (jap. 平野 耕太 Hirano Kōta; ur. 14 lipca 1973 w Tokio) – japoński mangaka, największą sławę zdobył dzięki mandze Hellsing.

## Lista prac
Prace ułożone alfabetycznie.
- Angel Dust
- Arera no Shūmatsu
- Be Wild!!
- Count Pierre Eros' Gorgeous Daily Grind
- Coyote
- Crossfire
- Daidōjin Monogatari
- Deep
- Desert Schutzstaffel
- Drifters
- Front
- Gun Mania
- Hellsing
  - Hellsing: The Dawn
- Hi-Tension
- Hi-and-Low
- Ikaryaku
- Ikasu Sōtō Tengoku
- Koi no Strikeback
- Mahō no Muteki Kyōshi Kawaharā Z
- Susume! Ikaryaku
- Susume!! Seigaku Dennō Kenkyū
- The Legends of Vampire Hunter
- The Weekenders